# A79高速公路
A79高速公路是法国南部的一条高速公路，高速建造计划在A432高速公路和A9高速公路/A61高速公路之间，工程并包括A7高速公路的拓宽。 
2006年的一次公众调研后，取消了将A7改建为单向五车道的计划。